# Comuna Klubivka, Izeaslav
Klubivka (în ucraineană Клубівка) este o comună în raionul Izeaslav, regiunea Hmelnîțkîi, Ucraina, formată din satele Klubivka (reședința), Revuha și Vaskivți.

## Demografie
Componența lingvistică a comunei Klubivka
     Ucraineană (98,47%)
     Rusă (1,34%)
     Alte limbi (0,16%)
Conform recensământului din 2001, majoritatea populației comunei Klubivka era vorbitoare de ucraineană (98,47%), existând în minoritate și vorbitori de rusă (1,34%).